# Горње Обриње
Горње Обриње (алб. Abri e Epërme) је насеље у општини Глоговац, Косово и Метохија, Република Србија.

## Становништво
| Демографија | Демографија | Демографија |
| Година      | Становника  | Становника  |
| ----------- | ----------- | ----------- |
| 1948.       | 832         |             |
| 1953.       | 900         |             |
| 1961.       | 987         |             |
| 1971.       | 1.208       |             |
| 1981.       | 1.533       |             |
| 1991.       | 1.943       |             |